# Instituto Tecnológico Estatal Ivan Jakovlevič Jakovlev
O Instituto Tecnológico Estatal Ivan Jakovlevič Jakovlev  (em russo:  Аликовская средняя школа имени И. Я. Яковлева, usualmente conhecido como Escola Superior de Alikovo) é uma escola de segundo grau de Alikovo, em Tchuváchia. É uma das mais antigas escolas de ensino técnico-industrial da República.
A escola foi fundada em 1853 por Ivan Jakovlevič Jakovlevk, linguista e pedagogo de Língua tchuvache.
Foram estudantes do Instituto o escritor e poeta Nikita Larionovič Larionov e o jornalista e foclorista Il’ja Semënovič Tuktaš.